# Meg Whitman

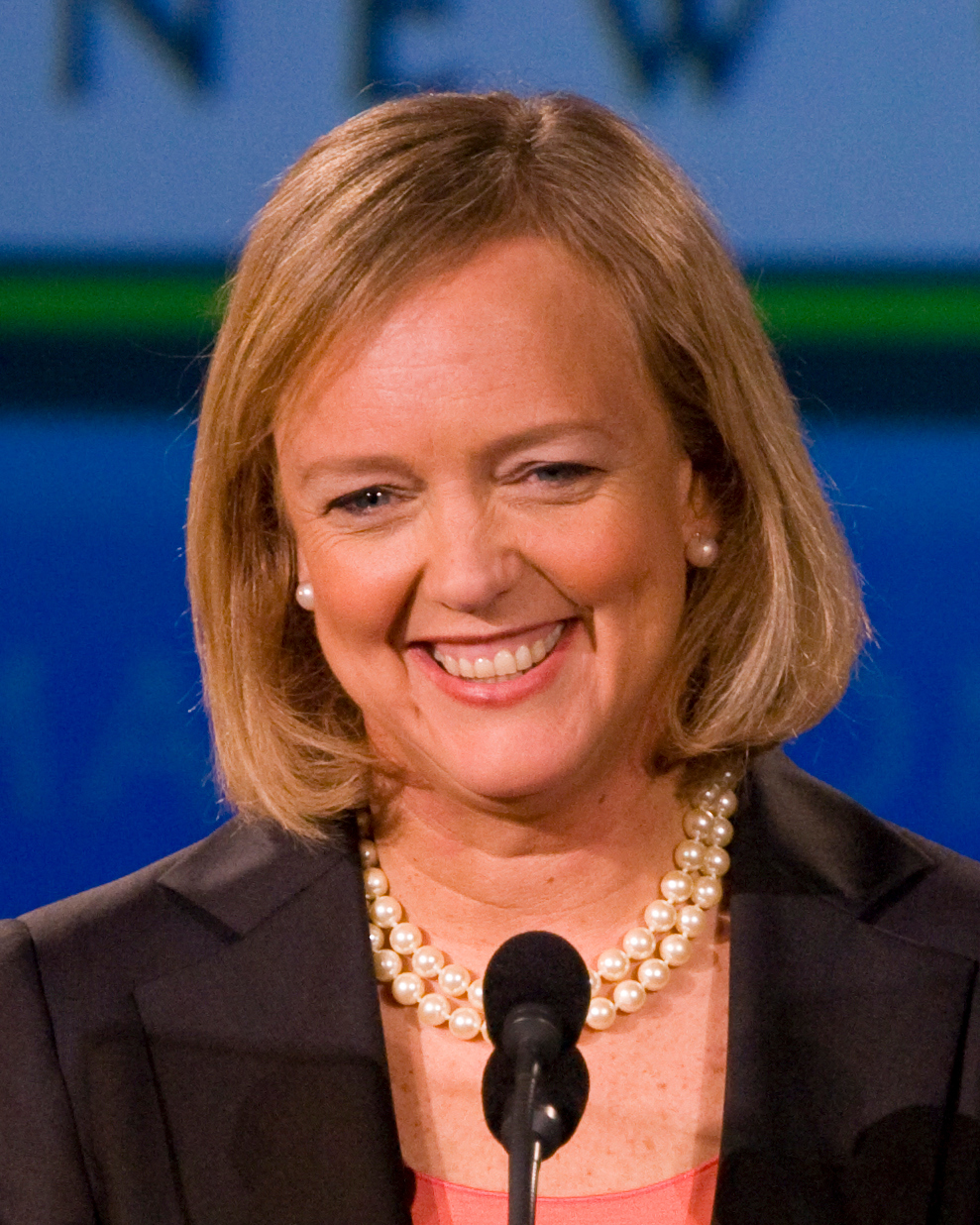
Meg Whitman in 2009

Margaret Cushing (Meg) Whitman (Huntington (New York), 4 augustus 1956) is een Amerikaanse zakenvrouw die van 1998 tot 2008 CEO was van de populaire veilingsite eBay. Sedert september 2011 is Whitman voorzitster en CEO van het technologiebedrijf Hewlett-Packard. 
In 2008 stelde Meg Whitman zich als Republikein kandidaat in de gouverneursverkiezingen in Californië. Ze won de nominatie van haar partij, maar verloor uiteindelijk van de Democraat Jerry Brown. Ze gaf een historisch ongezien hoog bedrag van haar eigen geld uit in haar verkiezingscampagne, zo'n 144 miljoen dollar. Whitman is een van de rijkste inwoners van Californië.